# 愛知県道317号西尾幡豆線
愛知県道317号西尾幡豆線（あいちけんどう317ごう にしおはずせん）は、愛知県西尾市の一般県道である。

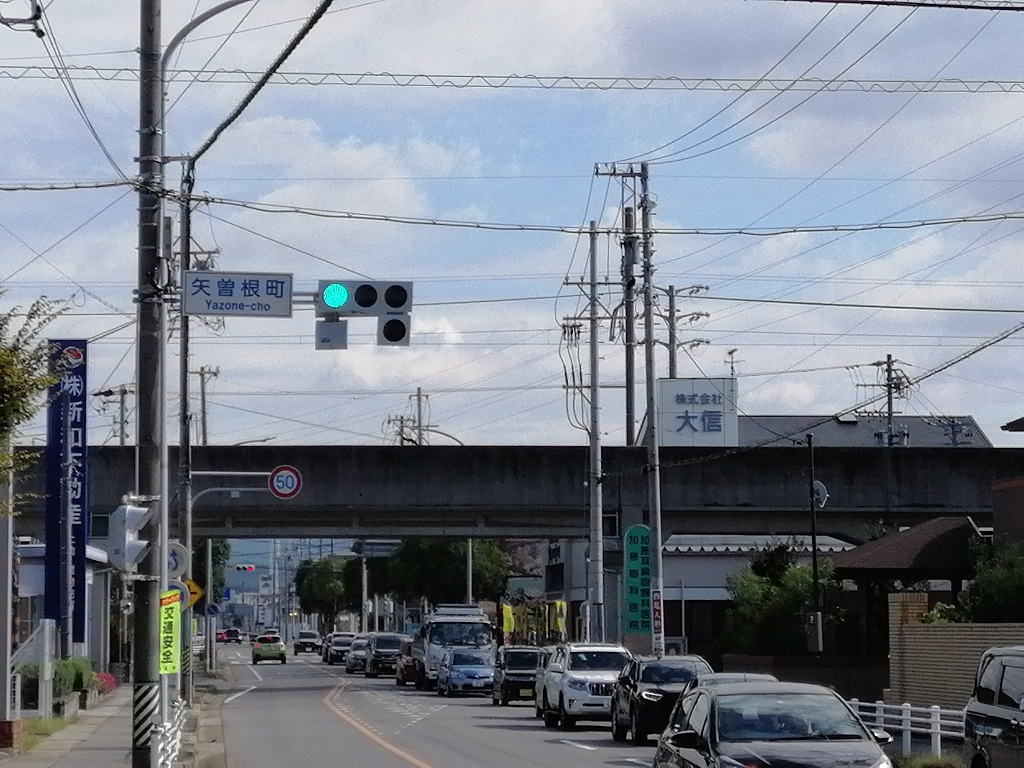
起点 矢曽根町交差点

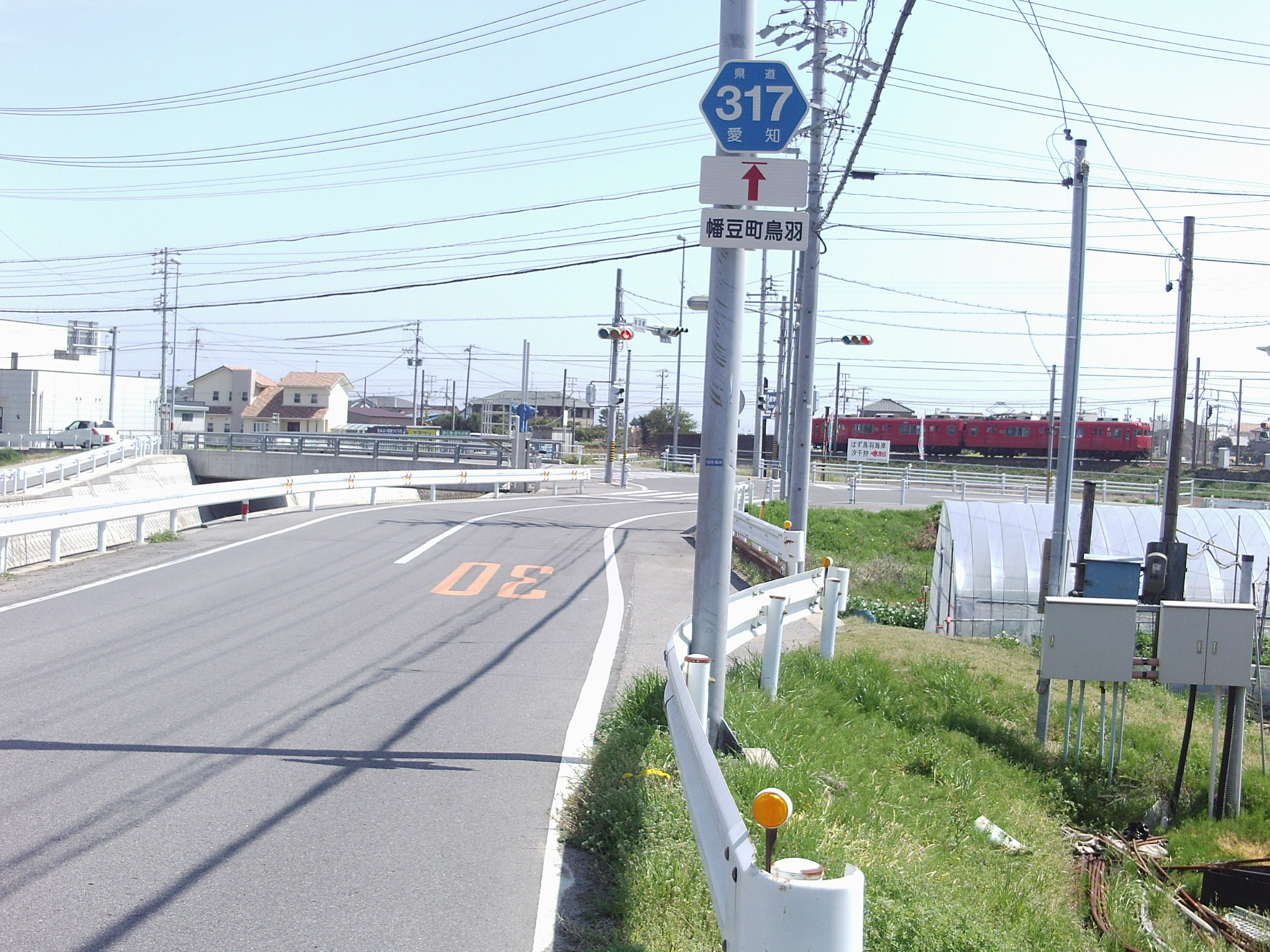
終点付近
鳥羽町（旧幡豆郡域）の鳥羽橋手前。鳥羽町沿線には鳥羽の火祭りで有名な鳥羽神明社がある。

## 概要
西尾市中心部と同市の西幡豆地区を最短距離で結んでいる。起点側・終点側ともそれぞれ道が二股に分かれているため、一部接続道路との交点が複数ある。

### 路線データ
- 起点：愛知県西尾市矢曽根町
- 終点：愛知県西尾市西幡豆町

## 沿革
- 1959年12月15日：認定
- 2023年3月19日：バイパス（西尾市鵜ケ池町 - 吉良町岡山・吉良町木田、1.5 km）が開通する[1]。

## 通過する自治体
- 愛知県
  - 西尾市

## 接続する道路
- 愛知県道12号豊田一色線・愛知県道43号岡崎碧南線（矢曽根町交差点）
- 愛知県道318号宮迫今川線（矢曽根町交差点・今川町東交差点間で重複）
- 愛知県道383号蒲郡碧南線（細池町北高洲交差点、細池町神明交差点）
- 愛知県道42号西尾吉良線（上横須賀、新木田交差点）
- 愛知県道41号西尾幸田線（友国交差点）
- 国道247号（鳥羽橋交差点、西幡豆交差点）

## 沿線
- 名鉄西尾線 上横須賀駅
- 友国工業団地
- 名鉄蒲郡線 三河鳥羽駅

## 別名
- 西尾街道（知立市、安城市、西尾市）